# Jo Kuehn

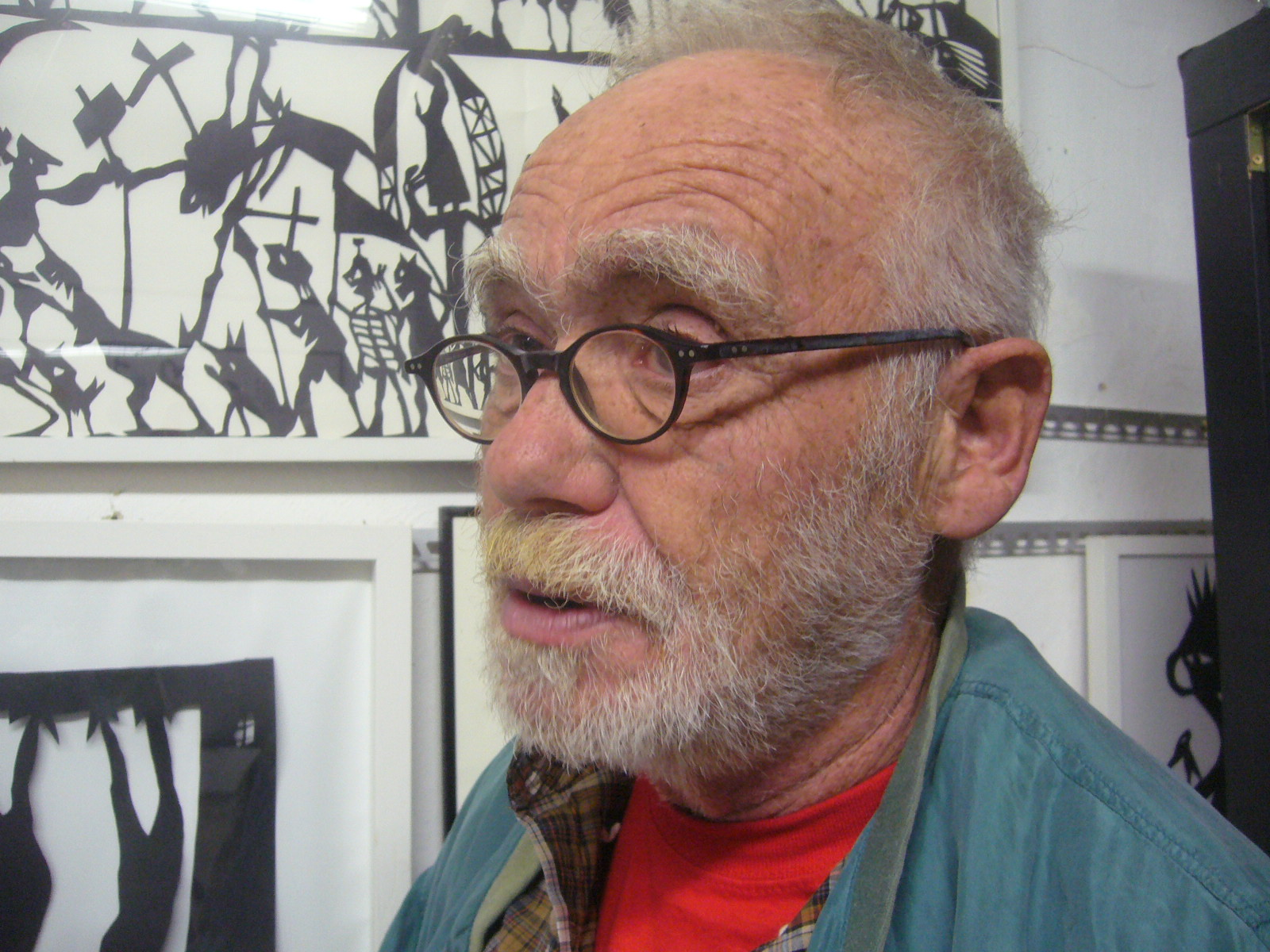
Jo Kuehn, 2011

Jo Kuehn, geboren als Joseph Kühn bzw. Josef Kühn (* 24. Oktober 1945 in Wien; † 5. April 2023 ebenda) war ein österreichischer Maler, Grafiker und Scherenschnittkünstler.

## Leben
Jo Kuehn wurde 1945 als Sohn eines Arbeiters der Wiener Müllabfuhr und einer Köchin in Wien geboren. Früh stellte sich sein Handikap, ein starker Tremor der rechten Hand und Legasthenie, als Hemmnis im Schulsystem heraus. Von 1963 bis 1966 hielt er sich auf Kreta auf. Anschließend folgte ein Jahr in der Türkei. Seit 1967 war er wieder in Österreich. Malerei und Holzschnitt waren zu der Zeit seine bevorzugten Techniken.
In den späten 1970er und 1980er Jahren engagierte er sich in progressiven Künstlergruppen, z. B. „Arbeitskreis Realismus“ (gesellschaftsbezogene Kunst) und „Künstler für Natur“ (Schwerpunkt Umwelt und Natur).
Von 1980 bis 1990 absolvierte Kuehn regelmäßige Kurzaufenthalte in Italien (Oberitalien und Stromboli). 1993 reiste er für ein Jahr nach Indien.
Seit 1998 ist der Messerschnitt seine ausschließliche Kunstform, welche er zu einer völlig neuen Form mit international unvergleichlicher Technik und Ästhetik entwickelte.

## Werk
Das Gesamtwerk Jo Kuehns ist gekennzeichnet durch eine außerordentliche Spannweite von künstlerischem Ausdruck und Technik. Schon als Kind übte sich Kühn in der Malerei und im Scherenschnitt. Im Mittelpunkt der Kunst Jo Kuehns steht der Mensch in einer aggressiven und verzweifelten Welt (Expressionismus). Seine Messerschnitte  wurden auf unterschiedliche Materialien wie Glas (Sandstrahlen), Metall (Laserschnitt) und Siebdruck übertragen. Durch Wolfgang Glechner wurden sie animiert und sind als DVD und im Netz als Spiele zu benutzen.

## Ausstellungen
- 1979: Gruppenausstellung Galerie ZB Wien; 
Wanderausstellung in Österreich im Rahmen der Galerie Rotpunkt;
- 1980: Schiffswerft Korneuburg; Intergraphik Berlin;
- 1981: Einzelausstellung Galerie ZB Wien;
- 1982: Einzelausstellung Galerie Alibi Wien;
- 1983: Intergraphik Berlin; Laibacher Stadtmuseum;
- 1984: Bologna-Rathaus; Kärnten – Künstler für den Frieden;
 Rostock – Stadtmuseum; Werkstattgalerie Wien;
- 1986: Einzelausstellung Galerie ZB Wien;
- 1987: Lust und Laune;
- 1990: Intergraphik Berlin;
- 1991: Einzelausstellung Galerie de Portis – Salzburg;
 Fingerprints Wien; Technisches Museum – Künstler für Natur;
- 1992: Einzelausstellung Atelier-Galerie 3A Wien
- 2003: Gallery Mel-Art Soloexhibition
- 2005: Gallery Mel-Art
- 2007: Art Beijing
- 2008: Art Austria Vienna
- 2008: Art Deagu (Korea)
- 2008: Art Beijing
- 2008: Bookfair Leipzig
- 2009: Art Austria
- 2009: Gallery MEL Art groupexhibition
- 2010: soloexhibition Germany Kunstverein Ham
- 2010: soloexhibition Germany Mettlach (Schubert Winterreise)
- 2011: in VRC:Hangzhou, Shaoxing; Kunstsalon CAPUDER, Krems
- 2012: Galerie PAPAS, Wien; Galerie Part of Art, Retz

## Bücher mit Schnitten von Jo Kühn (Auswahl)
- Waltraud Seidlhofer: Stadtalphabet. Verlag Mitter, Wels 2010, ISBN 978-3-9502828-4-9
- Heinz Janisch: Fliegende Hunde. M.E.L Kunsthandel, Wien 2007, ISBN 978-3-9501845-9-4
- Eugen Bartmer: Der Strandwanderkönig. M.E.L Kunsthandel, Wien 2006, ISBN 978-3-9501845-4-9
- Ulrike Jenni: Messerschnitte. M.E.L Kunsthandel, Wien 2006, ISBN 978-3-9501845-3-2
- Eugen Bartmer: Suffisticated. M.E.L Kunsthandel, Wien 2004, ISBN 3-9501845-2-X
- Günther Kaip: Nacht und Tag – eine Tirade. Ritterverlag, Klagenfurt/Wien 2004, ISBN 3-85415-361-9
- Günther Kaip: Trash. M.E.L Kunsthandel, Wien 2003, ISBN 3-9501845-1-1
- Axel Karner: Kreuz. Verl. Publ. P No 1, Weitra 2003, ISBN 3-85252-455-5
- Christian Loidl: "schwarzer rotz", edition farnblüte, Wien 2011, ISBN 978-3-902851-11-6
- Josef Kühn: PAPIERSCHNITTE, Katalog 64 der Galerie Thurnhof Horn, 2001
- Martin Prinz: ALLE HABSELIGKEITEN, Edition Thurnhof Horn 2002, ISBN 3-900678-62-6
- Gregor M. Lepka: BÄUME, Edition Thurnhof Horn 2006, ISBN 3-900678-83-9